# Pik Juhana Smuula
Der Pik Juhana Smuula (englische Transkription von russisch Пик Юхана Смуула Pik Juchana Smuula, deutsch ‚Juhan-Smuul-Gipfel‘) ist ein Berg im ostantarktischen Mac-Robertson-Land. In den Prince Charles Mountains ragt er an der Westflanke des Mount Hay auf.
Russische Wissenschaftler benannten ihn nach dem sowjetischen bzw. estnischen Schriftsteller und Lyriker Juhan Smuul (1922–1971).